# واحد کماندویی بدری ۳۱۳
گردان ۳۱۳ بدری (به پشتو: د بدری ۳۱۳ ځانګړی کمانډو ځواک) یک واحد نظامی نخبه از امارت اسلامی افغانستان است. نام این واحد با شبکه حقانی ارتباط تنگاتنگی دارد و گفته می‌شود که این شبکه آموزش‌هایی را به این واحد ارائه کرده‌است. نقش واحدهای نخبه طالبان، در تصرف افغانستان در سال ۱۴۰۰، "بسیار مهم "گزارش شده‌است. طالبان یک واحد نخبه دیگر به نام واحد قرمز  و يک دیگر به نام یرموک ۶۰ دارد. طالبان از ژوئیه و اوت ۲۰۲۱، پروپاگاندا و تبلیغات خود را برای گردان ۳۱۳ بدری به زبان‌های محلی، انگلیسی و عربی آغاز کرد. مقر اصلی این گردان، آموزشگاه نظامی صلاح‌الدین ایوبی است.
نام این واحد برگرفته از ارتش ۳۱۳ نفرهٔ پیامبر اسلام در نبرد بدر است، که در ۱۳ مارس ۶۲۴ میلادی به وقوع پیوست.

## تاریخ
شبکه حقانی در ارتش طالبان و همچنین فرماندهی عالی طالبان دارای موقعیت مهمی است. حقانی‌ها به‌طور سنتی نیروهای نخبه خود را «ارتش بدری» می‌نامند و تأکید می‌کنند که این نیروها از نظر ایدئولوژیکی با القاعده هماهنگ هستند. واحدهای موسوم به «ارتش بدر» برای اولین بار در سال ۲۰۱۱ حملات انتحاری و حمله به مواضع مرتبط با جمهوری اسلامی افغانستان و متحدانش را انجام دادند. گردان ۳۱۳ بدری از اواخر شورش طالبان پدیدار شد. به عنوان مثال در حمله به ساختمان کمپانی بریتانیایی جی۴اس در کابل در نوامبر ۲۰۱۸ شرکت کرد.
پس از تصرف کابل در سال ۲۰۲۱ توسط طالبان، طالبان گزارش دادند که واحد ۳۱۳ بدری در حال تأمین امنیت ارگ ریاست‌جمهوری افغانستان و دیگر اماکن مهم شهر است. گزارش شد که گردان ۳۱۳ بدری در فرودگاه کابل «امنیت» را تأمین می‌کند.

## تجهیزات
این گردان مجهز به لباس‌های استتار، کلاهخودهای رزمی، زره بدن، دوربین دید در شب، ام۴ کارباین، سلاح‌های کمری و هاموی است. به‌درستی معلوم نیست که آن‌ها این تجهیزات را از کجا تهیه کرده‌اند. ممکن است نیروهای نظامی افغان که خود را تسلیم آنان کرده‌اند، این تجهیزات را به آنان داده باشند، یا این تجهیزات، باقی‌ماندهٔ تجهیزات نیروهای آمریکایی در افغانستان باشد.